# Resolutie 18 Veiligheidsraad Verenigde Naties
Resolutie 18 van de Veiligheidsraad van de Verenigde Naties van 13 februari 1947 was de achttiende resolutie van de Raad en de derde van diens tweede werkjaar. Tien leden stemden voor, geen tegen en één, de Sovjet-Unie, onthield zich.

## Achtergrond
Op 9 januari 1947 aanvaardde de VN-Veiligheidsraad formeel resolutie 41 van de Algemene Vergadering van de Verenigde Naties van 14 december 1946 over de principes van wapenbeheersing en ontwapening.

## Inhoud
De Veiligheidsraad aanvaardde resolutie 41 van de Algemene Vergadering. Ook erkende de Veiligheidsraad dat wapenbeheersing en ontwapening belangrijk zijn om de wereldvrede- en veiligheid (de taken van de Veiligheidsraad) te bevorderen dat de uitvoering van deze resolutie een van zijn meest dringende en belangrijke taken was.
De Veiligheidsraad besloot praktische maatregelen uit te werken om de resoluties 41 en 42 van de Algemene Vergadering betreffende wapenbeheersing en ontwapening enerzijds en de VN-krijgsmacht anderzijds ten uitvoer te brengen.
Verder zou men snel mogelijk het rapport van de (toenmalige) Atoomenergiecommissie van de Verenigde Naties bekijken en beslissingen nemen om haar werking te vergemakkelijken.
Er zou een commissie worden opgericht bestaande uit de leden van de Raad, die binnen de drie maanden voorstellen moest doen voor wapenbeheersing, ontwapening en verkleining van de krijgsmachten en een controlesystemen op voornoemde zaken. De commissie moest een werkplan indienen ter goedkeuring. De bevoegdheden van de Atoomenergiecommissie vastgelegd in resolutie 1 van de Algemene Vergadering vielen buiten de jurisdictie van de commissie. De commissie zou Commissie voor Conventionele Bewapening heten. Ze mocht voorstellen doen in verband met studies die gevraagd kunnen worden aan het Generale Staf-Comité en eventueel andere VN-organen.
Het Generale Staf-Comité werd dringend gevraagd om zo snel mogelijk de op 16 februari 1946 aan hen gevraagde voorstellen in verband met artikel °43 van het Handvest van de Verenigde Naties en de organisatie van de VN-krijgsmacht, niet later dan 30 april, bij de Veiligheidsraad in te dienen.

## Nasleep
Op 8 juli keurde de Veiligheidsraad het in paragraaf °3 punt °3 gevraagde werkplan goed.

## Verwante resoluties
- Resolutie 41 Algemene Vergadering Verenigde Naties
- Resolutie 68 Veiligheidsraad Verenigde Naties
- Resolutie 97 Veiligheidsraad Verenigde Naties (opheffing)

Lijst ·  16 ·  17 ·  18 ·  19 ·  20 ·  21 ·  22 ·  23 ·  24 ·  25 ·  26 ·  27 ·  28 ·  29 ·  30 ·  31 ·  32 ·  33 ·  34 ·  35 ·  36 ·  37